# Antonio Perpiñá Rodríguez
Antonio Perpiñá Rodríguez (Madrid, 10 de gener de 1910 – 25 de setembre de 1984) fou un sociòleg espanyol, acadèmic de la Reial Acadèmia de Ciències Morals i Polítiques.

## Biografia
El 1932 es llicencià en dret amb premi extraordinari a la Universitat Central de Madrid. El 1936 s'hi doctorà amb la tesi Estudios sobre la concepción materialista de la historia. Influït per Severino Aznar Embid, es decantaria per la sociologia i es preocuparà per les assegurances socials.
Després de la guerra civil espanyola va treballar com a ajudant de la càtedra de dret polític de la Universitat de Madrid. El 1943 va treballar per a l'Instituto Balmes de Sociología del CSIC, del que en serà nomenat secretari en 1960 i director en 1972. En 1949 fou un dels fundadors de l'Associació Espanyola de Sociologia amb Carmelo Viñas y Mey, Miguel Sancho Izquierdo, Luis Legaz Lacambra, José Corts Grau, Antonio Truyol y Serra, Enrique Gómez Arboleya, Francisco Javier Conde, Carlos Ollero Gómez, Manuel Fraga Iribarne i altres.
De 1942 a 1947 treballà a l'Instituto Nacional de Previsión i a la Caja Nacional de Subsidios Familiares. En ambdues fou cap de secció i interventor en empreses delegades. El 1947 fou professor adjunt a la càtedra de dret polític de la Universitat de Madrid i en 1952 fou professor de sociologia a l'Institut León XIII, fundat per Ángel Herrera Oria, i quan aquest passi a la Universitat Pontifícia de Salamanca en 1965 n'esdevindrà catedràtic. El mateix any fou escollit acadèmic de la Reial Acadèmia de Ciències Morals i Polítiques.

## Obres
- Teoría de la realidad social. Los problemas del hombre y de la vida humana, Instituto Balmes de Sociología del CSIC, Madrid, 1949 i 1950
- Filosofía de la Seguridad Social, Madrid, 1952
- Sociología General, Madrid, 1956
- ¿Hacia una sociedad sin clases?, Madrid, 1957
- Métodos y criterios de la Sociología Contemporánea, Madrid, 1958
- La propiedad. Una crítica del dominiocentrismo, Madrid, 1959
- La estructura económica de la sociedad española, Madrid, 1961
- La estructura de salarios en España. Estudio sobre el salario diferencial, Madrid, 1962
- Encuesta universitaria sobre clases sociales, Madrid, 1963
- Los salarios en la industria española y en el extranjero, Madrid, 1964
- El capitalismo: análisis sociológico, Madrid, 1970
- Sociología de la Seguridad Social, Madrid, 1972
- Introducción a la teoría sociológica. Metasociología, Madrid, 1984